# Hospital de San Martín (Astorga)
El hospital de San Martín de la ciudad de Astorga se hallaba situado en la parroquia de San Miguel (destruida en 1868), en la calle que salía de la rúa Antigua hasta la Era de San Martín. Lo administraba la cofradía gremial de San Martín, cofradía de Zapateros, creada a principios del siglo XIII. Desapareció en el siglo XVII.

## Historia
El gremio de zapateros creó una cofradía con el nombre de Cofradía de San Martín, conocida después como Cofradía de Zapateros. La cofradía tuvo su propio hospital tanto para ellos como para los posibles viandantes (peregrinos) que lo necesitaran.
Como ocurría con todas las cofradías, tenía sus propias ordenanzas cuyos escritos han perdurado a través de los siglos en muchos casos por custodia de otras cofradías, aún habiendo desaparecido el establecimiento. Una de las ordenanzas dice:

E todo cofrade que laborase día santo que fure de guardare, peche un soldo e medio, foras se fure para Romio de camino (romero de camino).

En 1210, Justa Salagra hizo una donación a este hospital consistente en una casa que ella tenía en la calle «que va de Puerta del Rey para San Miguel», en el barrio de San Miguel. Otra donación quedó citada en el libro de la cofradía de Rocamador donde consta que Juana Migueles en su testamento de 1310 deja una almohada de plumas, una manta y una cama de las de Foncebadón a varios hospitales que menciona y «otro tanto al de San Martino.» A partir de esta fecha y durante todo el siglo siguiente apenas hubo movimiento de compras y donaciones. Desde 1481 la cofradía se va citando unida a la de los Mártires, hasta principios del siglo XVII en que desapareció.